# Basiothia laticornis
Basiothia laticornis is een vlinder van de familie van de pijlstaarten (Sphingidae), van de onderfamilie van de Macroglossinae. De wetenschappelijke naam van deze soort is voor het eerst voorgesteld als Gnathostypsis laticornis door Arthur Gardiner Butler in een publicatie uit 1879.
De soort komt voor op Madagaskar.